# Krzysztof Sarnowski
'
Krzysztof Sarnowski herbu Jastrzębiec (zm. w 1663 roku) – chorąży mniejszy łęczycki w latach 1648-1652.
Poseł na sejm koronacyjny 1649 roku z województwa łęczyckiego.